# Atum
(Testi dei sarcofagi, I, 161)

Atum

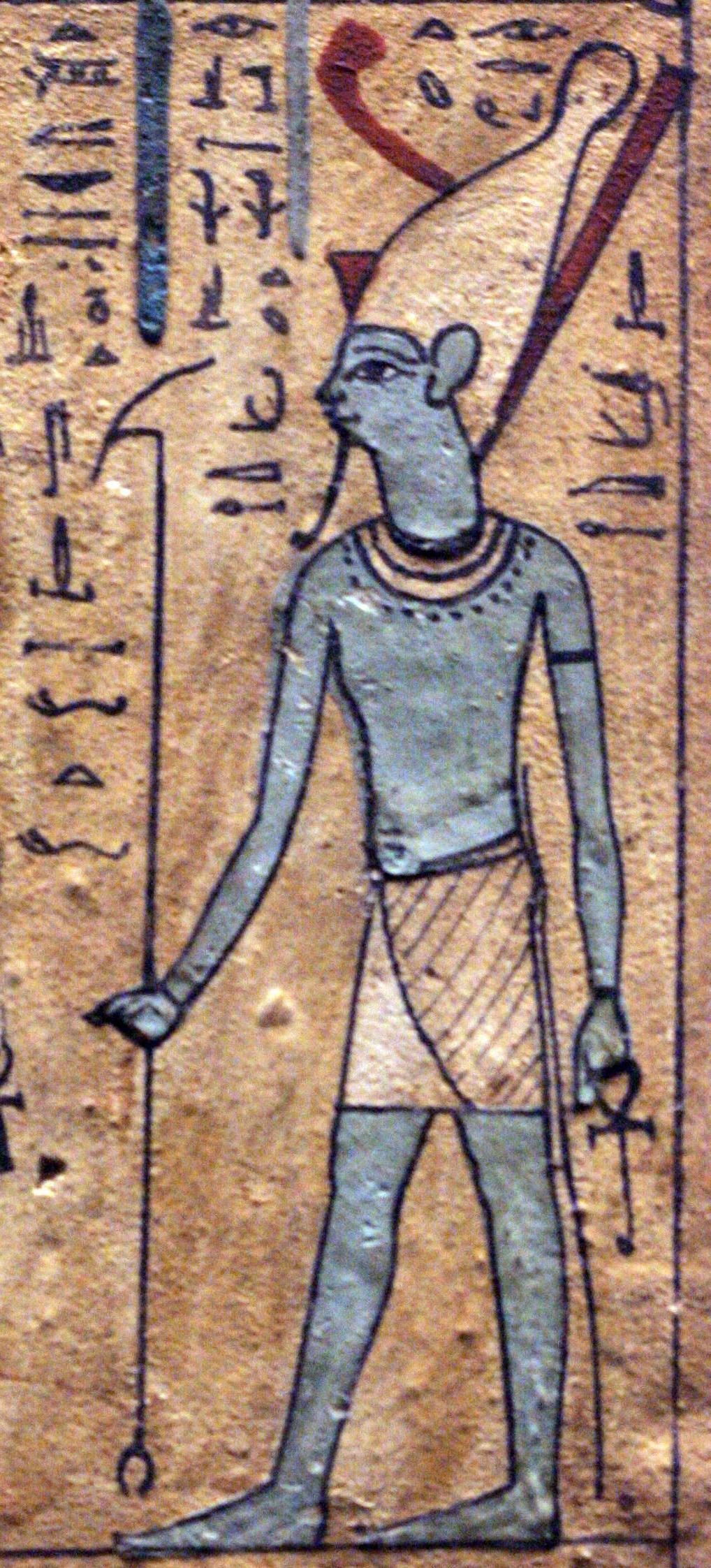
Atum raffigurato in una copia del Libro del respirare. Museo del Louvre, Parigi. Reca in capo la doppia corona dell'Alto e Basso Egitto, in quanto strettamente connesso alla figura del faraone.

Atum (anche Tem, Temu, Tum e Atem ) è una divinità egizia appartenente alla religione dell'antico Egitto. Era il dio creatore nella teologia eliopolitana, generatosi da sé, nonché incarnazione del sole che tramonta (e perciò talvolta venerato come aspetto serale del dio-sole Ra). Era compreso nell'Enneade e chiamato Toro dell'Enneade, in riferimento al toro Mnevis venerato a Eliopoli, a lui sacro. Il suo culto era molto esteso.

## Nome
Si ritiene che il suo nome derivi dalla parola tem, che significa completare, finire, portare a termine ma che è anche la forma negativa del verso essere; ciò si potrebbe riferire alla sua natura di dio creatore del mondo ma originatosi spontaneamente da un universo indistinto. In quanto dio creatore, era visto come personificazione della sostanza stessa del mondo, delle cose fisiche così come delle divinità - o, in alternativa, il ka (spirito) di tutte queste cose.
Nella scrittura geroglifica, il suo nome ha numerose varianti grafiche:
|  |

|  |

|  |

|  |

|  |

|  |

|  |

|  |

|  |

|  |

|  |

|  |

|  |

|  |

|  |

|  |

|  |

|  |

|  |

|  |

## Origine

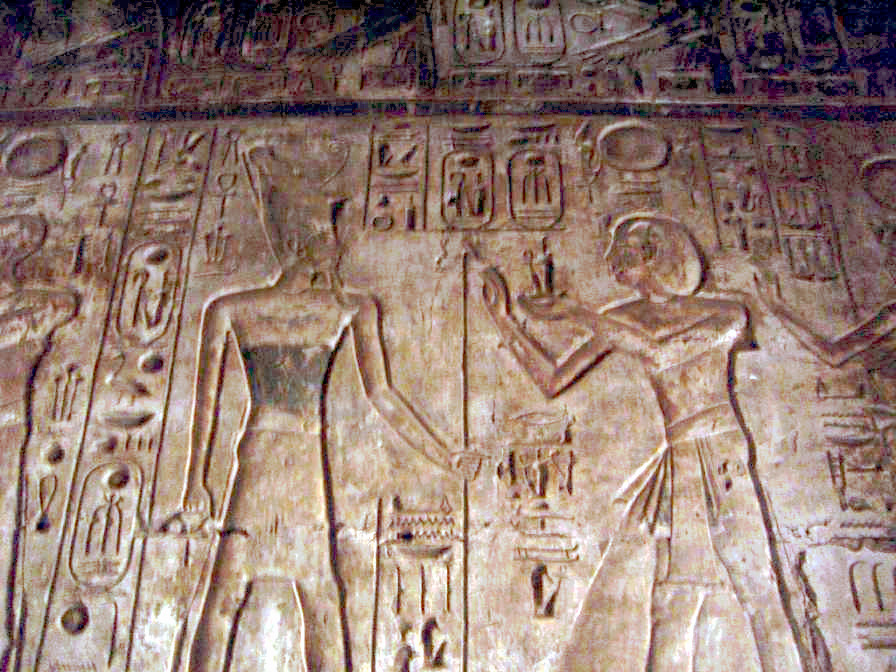
Rilievo raffigurante il faraone Ramesse IV (1155 a.C. - 1149 a.C.), a sinistra, in atto di venerare Atum, rivestito degli attributi regali. Tempio di Khonsu a Karnak

Atum era, sin dalle prime epoche della storia egizia, una delle divinità più adorate e più frequentemente menzionate, come suggerisce la sua preminenza nei Testi delle piramidi, risalenti alla V e VI dinastia (complessivamente: 2510 a.C. - 2192 a.C.), ove compare sia come creatore che come padre del faraone. Atum conservò sempre uno stretto legame teologico con la regalità, come attesta, per esempio, questa formula proveniente dal corpus dei Testi delle Piramidi:
(Testi delle piramidi, n°217)

## Storia e caratteristiche

### Genealogia divina
Nel mito cosmogonico incentrato sull'enneade di Eliopoli, Atum era considerato il primo degli dei, essendosi creato da sé, seduto su una collinetta che emergeva dalle acque primordiali, espressione del caos, identificate con Nun. Una versione leggermente differente vuole che abbia creato il dio Shu (l'aria) e la dea Tefnut (l'umido) tramite sputo o masturbazione. D'accordo con quest'ultima credenza, la mano di Atum fu venerata come suo principio femminile nella figura della dea Iusaas da una apposita classe di sacerdotesse denominate Mano del Dio e simbolicamente sposate con Atum. 

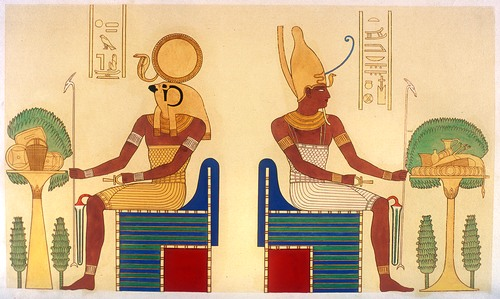
Ricostruzione di una rappresentazione Atum, a destra, e Ra-Horakhty, a sinistra, presente sulle pareti della tomba (KV11) di Ramesse III

Altre interpretazioni stabilivano che Atum si fosse unito alla sua stessa ombra, generando sempre Shu e Tefnut. A loro volta, Shu e Tefnut generarono Geb (la terra) e Nut (il cielo). Il mito racconta che questi ultimi se ne stavano sempre uniti e impedivano alla vita di germogliare, così Atum ordinò al loro padre, Shu, di dividerli. Con le mani Shu spinse Nut verso l'alto facendole formare la volta celeste e con i piedi calpestò Geb tenendolo sdraiato. In questo modo l'aria separò il cielo dalla terra. Geb e Nut, a loro volta, generarono quattro figli: Osiride, Iside, Nefti e Seth.

### Dall'Antico al Nuovo Regno
Durante l'Antico Regno (ca. 2680 a.C. - 2180 a.C.) gli egizi credevano che Atum sollevasse l'anima del faraone dalla sua piramide fino alle stelle. Era inoltre una divinità solare, accostata al dio principale, Ra. Atum era particolarmente identificato con il sole del tramonto, mentre Khepri incarnava il sole mattutino e Ra il sole sfolgorante di mezzogiorno.

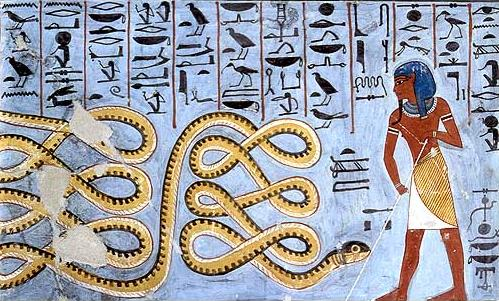
Atum mentre tiene a bada il gigantesco serpente Apopi, incarnazione del caos e del male. Dipinto sulle pareti della tomba di Ramesse I (KV16), Valle dei Re

Nel Libro dei morti, formatosi durante il Nuovo Regno (1550 a.C. - 1069 a.C.) ed estremamente diffuso fino alla dominazione romana dell'Egitto, Atum è descritto sotto forma di serpente mentre ascende dalle acque del caos primordiale e si rinnova ogni mattina. Inoltre, Atum era dio della preesistenza (l'esistenza dell'anima, dello spirito o della vita stessa prima della nascita o creazione) e della vita dopo la morte. Nel viaggio dell'astro solare attraverso il cielo diurno e, credevano gli egizi, di notte attraverso l'oltretomba, Atum era contrapposto al giovane dio-scarabeo Khepri, dio del mattino, il cui nome deriva dal termine egizio hpr, che significa cominciare a esistere. Atum-Khepri, invece, racchiudeva sia la simbologia mattutina che quella serale. Secondo un'interpretazione leggermente differente, Khepri incarnava la rinascita quotidiana del sole, mentre Atum personificava il sole come fonte della creazione.

### L'Inno a Ranella tomba di Kheruef
Nella tomba (TT192) del funzionario Kheruef, "sovrintendente del palazzo" della regina Tiy, Grande sposa reale di Amenofi III (1386 a.C. - 1348 a.C.), scavata nella necropoli tebana, si può leggere un lungo inno a Ra, nel quale i contorni del dio-sole si fondono con quelli di Atum:
(Tomba di Kheruef)

## Iconografia
Atum era generalmente raffigurato come un uomo recante in capo l'usuale copricapo dei faraoni, il nemes, oppure la doppia corona dell'Alto e Basso Egitto, per rafforzare il legame tra questo dio e il sovrano. assiso sul trono o a volte in piedi, con la doppia corona simbolo dell'Alto Egitto e del Basso Egitto. Talvolta era rappresentato sotto forma di serpente (forma che assume al termine della creazione) e, occasionalmente, di mangusta, leone, toro, lucertola o scimmia. Rispetto all'enorme importanza che Atum aveva nel pantheon egizio, le sue rappresentazioni in pittura o scultura sono particolarmente scarse; alcune statue regali, anziché meri ritratti del faraone in questione, potrebbero essere immagini simboliche di Atum con le fattezze del sovrano raffigurato.

### La statua J 837 di Tebe
La più notevole raffigurazione pervenutaci di Atum è la Statua J837 del regno di Horemheb, rinvenuta nel 1989: Atum è qui rappresentato assiso in trono, con tutti gli attributi regali (all'infuori dell'ureo) e l'ankh in una mano, mentre il faraone Horemheb (1319 a.C. - 1292 a.C.; dibattuto) gli presenta offerte, in ginocchio ai suoi piedi.  Su un lato del trono è raffigurata l'unione simbolica dell'Egitto (Sema-tauy), con una duplice immagine del dio del Nilo, Hapy, mentre intreccia il loto e il papiro, simboli dell'Alto e del Basso Egitto. Questa imponente scultura in diorite, alta quasi due metri, profonda più di un metro e mezzo e larga 83,5 centimetri, fu rinvenuta nel 1989 in un nascondiglio di statue al di sotto del tempio meridionale di Tebe ed è conservata al Luxor Museum of Ancient Egyptian Art.

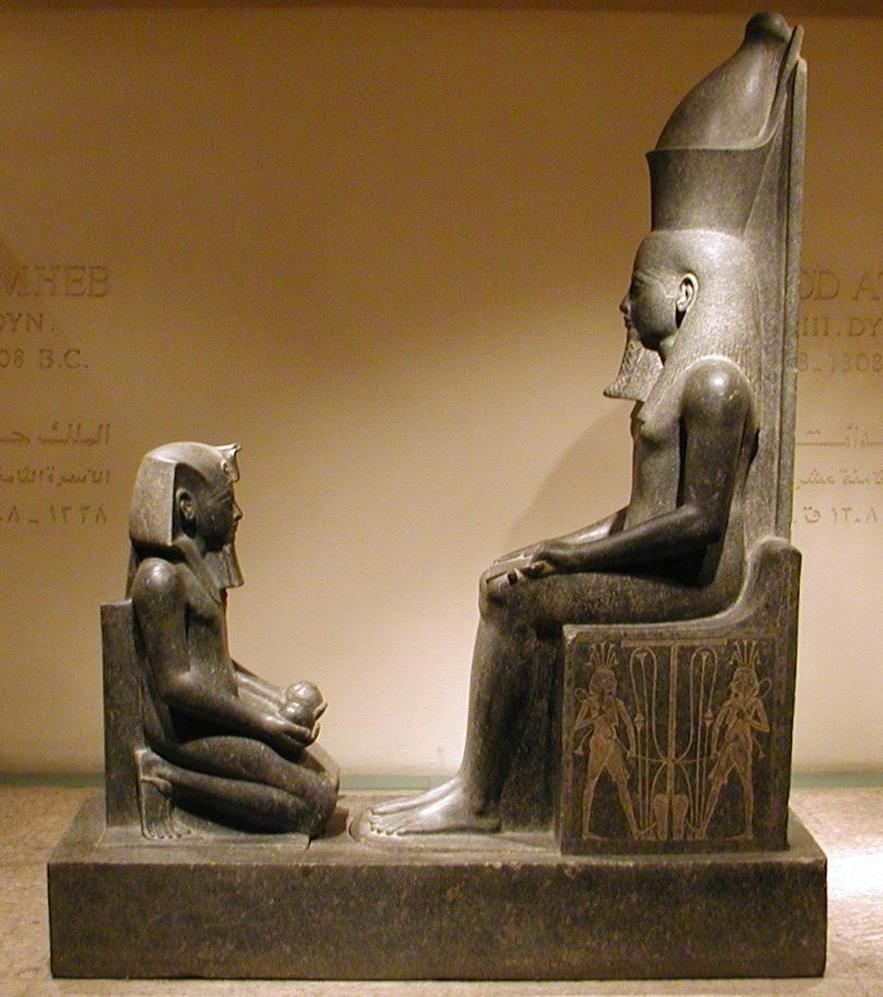
Statua raffigurante il dio Atum adorato dal faraone Horemheb, in diorite. Luxor Museum of Ancient Egyptian Art